# گیتار سنتر
گیتار سنتر (انگلیسی: Guitar Center) شرکت تجهیزات موسیقی آمریکایی است، که در سال ۱۹۵۹ تأسیس شد.